# Ставрополье (телерадиокомпания)
Государственная телевизионная и радиовещательная компания «Ставропо́лье» — филиал ФГУП «Всероссийская государственная телевизионная и радиовещательная компания» в Ставропольском крае.
Зона уверенного приема — Ставропольский край, приграничные районы Краснодарского края, Карачаево-Черкесской Республики, Ростовской области, Калмыкии, Ингушетии, Дагестана, Северной Осетии — Алании, Кабардино-Балкарской Республики, Чеченской Республики.
Постоянная аудитория: более 5 миллионов радиослушателей и около 4 миллионов телезрителей.

## Состав
В состав ГТРК «Ставрополье» входят:
- Служба информационных программ телевидения
- Служба информационных программ радиовещания
- Служба интернет-вещания
- Территориальное отделение в г. Пятигорске

ГТРК «Ставрополье» является учредителем рекламно-информационного издания — еженедельника «Телекурьер».

## Структура каналов ГТРК «Ставрополье»
- «Россия-1» и ГТРК «Ставрополье»
- «Россия-24» и ГТРК «Ставрополье»
- «Кавказ-24»
- «Радио России» и ГТРК «Ставрополье»
- «Радио Маяк» и ГТРК «Ставрополье»
- «Вести FM» и ГТРК «Ставрополье»

## Руководители
- 1988−2006 — Шляхтин Иван Иванович (до февраля 1992 года — председатель Комитета по телевидению и радиовещанию Ставропольского крайисполкома) [1][2],
- 2006−2007 — Лукаш Михаил Александрович,
- 2007−2014 — Васильев Пётр Всеволодович,
- с 6 июня 2014 года — Канавин Илья Адольфович,
- с 10 октября 2018 года — Ткачев Михаил Владимирович[3].

## История компании
18 апреля 1926 года начало работы краевого радио.
В 1931 году был создан Северо-кавказский комитет радиовещания, в 1933 году выделенный в Комитет радиоинформации и радиовещания Северо-кавказского краевого исполнительного комитета советов рабочих, крестьянских и красноармейских депутатов (Северо-кавказский радиокомитет), в 1934 году из Северо-кавказского радиокомитета был выделен Азово-черноморский радиокомитет, сам Северо-кавказского радиокомитета переехал в Пятигорск, в 1937 году он был переименован Ворошиловский радиокомитет, переехав в Ворошиловск.
Во время оккупации Ставрополя немецкими войсками работа Ставропольской редакции радиовещания была прервана. 26 марта 1943 года работа восстановлен, состоялся первый выпуск «последних известий».
История телевидения началась ещё в 1956 году, когда было принято решение о строительстве в Пятигорске телецентра. 27 марта 1959 года Исполнительным комитетом Ставропольского краевого Совета депутатов трудящихся принято решение об организации в городе Пятигорске студии телевидения и объединении с ней Пятигорской городской редакции радиовещания. 15 сентября 1959 года был подписан акт государственной комиссии о приемке в эксплуатацию Пятигорского телецентра, а 19 сентября состоялась первая передача.
С 1965 года в Ставрополе начал действовать корреспондентский пункт Пятигорской студии.
Ставропольская студия телевидения впервые вышла в эфир 3 января 1988 года с передачей «Дебют».
В 2004 году Ставропольская государственная телерадиовещательная компания стала филиалом Всероссийской государственной телевизионной и радиовещательной компании.
До 2007 года Ставропольская краевая студия телевидения вещала на частотах канала «Культура», перекрывая часть вещания последнего.

## Логотипы
До 2008 года логотипом ГТРК «Ставрополье» была буква «С» с башней на горе.

## Заставки
- В 2002–2008 годах на синем фоне показывался двойной логотип канала «Россия», после чего бесцветный логотип исчезал и показывался логотип СГТРК, над которым проходило словосочетание «Ставропольская государственная телерадиовещательная компания», затем этот логотип перемещался влево, над логотипом появлялась аббревиатура «СГТРК», справа появлялся красный ангел-крестоносец, под ним появлялось словосочетание «Ставропольская краевая студия телевидения» с выделенным жирным шрифтом словом «Ставрополь»[8]. В 2002–2003 годах заставка показывалась перед началом «Вести. Ставропольский край», с 2003 года заставка показывалась перед программами «Особое мнение»[9] и «Время спорта с Александром Чинокаловым»[10].

## Время вещания ГТРК «Ставрополье»
- Россия-1 - Ставрополь, по будням: 5:07, 5:35, 6:07, 6:35, 7:07, 7:35, 8:07, 8:35, 9:00-9:30, 9:34-9:56, 14:30, 21:05 (по пятницам: 21:15), по субботам: 8:00-8:15, 8:20-8:35, по воскресеньем: 8:00-8:35
- Россия-24 - Ставрополь, по будням: 8:00-8:27, 15:00-15:27, 17:30-18:00, 21:00-21:27, по субботам: 21:00-21:30, по воскресеньем: 13:00-13:57
- Радио России - Ставрополье, по будням: 7:10-8:00, 8:45-9:00, 11:10-12:00, 13:45-14:00, 17:45-18:00, 18:10-19:00, по выходным: 8:10-9:00, 11:10-12:00
- Маяк - Ставрополь, по будням: 7:50-8:00, 8:50-9:00, 17:50-18:00, 18:50-19:00, 19:50-20:00, 20:05-21:00, по выходным: 12:05-13:00, 20:05-21:00
- Вести FM - Ставрополь, по будням: 6:57-7:00, 7.57-8:00, 8:57-9:00, 9:57-10:00, 10:57-11:00, 11:57-12:00, 12:45-13:00, 13:57-14:00, 14:57-15:00, 15:57-16:00, 16:57-17:00, 17:57-18:00, 18.45-19:00, 19:57-20:00, 20:57-21:00, 21:57-22:00, 22:57-23:00

## Награды и признание
В 2000 году на Всероссийском фестивале СМИ в г. Казани ГТРК «Ставрополье» была признана лучшей региональной телерадиокомпанией России. Год спустя, в Санкт-Петербурге, Ставропольское краевое радио получило звание «Лучшая региональная радиостанция».
В 2005 году режиссёр ГТРК «Ставрополье» Ирина Бережная получила бронзового Орфея в конкурсе «ТЭФИ» за фильм «Дорога из ада длиною в 10 лет». Документальная работа была посвящена трагическим событиям в Будённовске и признана лучшей в России.
Дважды (в 2008 и 2009 году) сайт ГТРК «Ставрополье» становился победителем всероссийского престижного конкурса «Золотой сайт».
В 2008 году в Москве тогдашний министр МЧС России Сергей Шойгу вручал награды представителям федеральных и региональных СМИ. Бронзовая статуэтка «Строитель МЧС» была вручена ГТРК «Ставрополье». Эта награда, присуждённая за материалы о самоотверженной работе спасателей, была вручена впервые. Ставропольские журналисты получили её первыми. Статуэтка «Строитель МЧС» венчала серию материалов о ликвидации последствий стихийных бедствий в крае и восстановлении мирной жизни в Южной Осетии.
В 2010 году ведущая новостей ГТРК «Ставрополье» Анна Казакова стала обладательницей золотой статуэтки «ТЭФИ-регион». За приз боролись 458 работ 175 студий из 97 городов России.
Приоритетное направление деятельности компании — информационное вещание. Визитная карточка ГТРК «Ставрополье» — программа «Вести. Ставропольский край».
В 2011 году сайт ГТРК «Ставрополье» был признан лучшим на Северном Кавказе. Он получил Гран-при первой всекавказской премии «Прометей», а также занял первое место в номинации «Лучший информационный ресурс Северного Кавказа».
В 2015 году в журналистском конкурсе «ТЭФИ-Регион 2015» в номинации «Лучшая информационная программа» лучшей была признана программа «Вести. Ставропольский край».
Бронзового Орфея на церемонии награждения в Нижнем Новгороде получала корреспондент и ведущая ГТРК «Ставрополье» Александра Слободская.